# Споднє Тинсько
Споднє Тинсько (словен. Spodnje Tinsko) — поселення в общині Шмарє-при-Єлшах, Савинський регіон, Словенія. 
Висота над рівнем моря: 225,9 м.